# Campeonato da Europa de Atletismo de 2010 - Lançamento de dardo feminino
A prova do lançamento de dardo feminino do Campeonato da Europa de Atletismo de 2010 foi disputada entre os dias 27 e 29 de julho de 2010 no Lluís Companys em Barcelona,  na Espanha. 

## Recordes
Antes desta competição, os recordes mundiais e do campeonato nesta prova eram os seguintes:
|                       | Nome              | Nacionalidade | Distância | Local     | Data                   |
| --------------------- | ----------------- | ------------- | --------- | --------- | ---------------------- |
| Recorde mundial       | Barbora Špotáková | Chéquia       | 72m 28cm  | Estugarda | 13 de setembro de 2008 |
| Recorde do campeonato | Mirela Manjani    | Grécia        | 67m 47cm  | Munique   | 8 de agosto de 2002    |
| Recorde europeu       | Barbora Špotáková | Chéquia       | 72m 28cm  | Estugarda | 13 de setembro de 2008 |

## Medalhistas
| Ouro              | Prata                     | Bronze                  |
| Linda Stahl (DEU) | Christina Obergföll (DEU) | Barbora Špotáková (CZE) |

## Cronograma
Todos os horários são locais (UTC+2).
| Data        | Hora   | Evento       |
| ----------- | ------ | ------------ |
| 27 de julho | 19:05  | Qualificação |
| 29 de julho | 20:040 | Final        |

## Resultados

### Qualificação
Qualificação: Desempenho de 59.50 m (Q) ou os 12 melhores qualificados (q).
| Posição | Grupo | Atleta                 | Nacionalidade | #1    | #2    | #3    | Resultados | Notas      |
| ------- | ----- | ---------------------- | ------------- | ----- | ----- | ----- | ---------- | ---------- |
| 1       | B     | Barbora Špotáková      | Chéquia       | 65.56 |       |       | 65.56      | Q          |
| 2       | A     | Christina Obergföll    | Alemanha      | 65.05 |       |       | 65.05      | Q          |
| 3       | B     | Martina Ratej          | Eslovênia     | 61.92 |       |       | 61.92      | Q          |
| 4       | A     | Katharina Molitor      | Alemanha      | 59.74 |       |       | 59.74      | Q          |
| 5       | A     | Madara Palameika       | Letônia       | 58.06 | 53.82 | 58.85 | 58.85      | q          |
| 6       | A     | Jarmila Klimesová      | Chéquia       | 52.26 | 51.57 | 58.45 | 58.45      | q          |
| 7       | B     | Linda Stahl            | Alemanha      | x     | 57.42 | x     | 57.42      | q          |
| 8       | B     | Tatjana Jelača         | Sérvia        | 53.64 | 52.07 | 56.89 | 56.89      | q          |
| 9       | B     | Mercedes Chilla        | Espanha       | 56.78 | x     | x     | 56.78      | q          |
| 10      | A     | Zahra Bani             | Itália        | 56.68 | x     | 52.19 | 56.68      | q          |
| 11      | B     | Ásdís Hjálmsdóttir     | Islândia      | 49.47 | 51.55 | 56.55 | 56.55      | q          |
| 12      | B     | Sinta Ozoliņa          | Letônia       | 53.99 | x     | 56.11 | 56.11      |            |
| 13      | B     | Bregje Crolla          | Países Baixos | 55.82 | 51.95 | 55.33 | 55.82      |            |
| 14      | B     | Maria Negoita          | Roménia       | 55.68 | 54.49 | 55.34 | 55.68      |            |
| 15      | B     | Elisabeth Pauer        | Áustria       | 53.45 | x     | 53.02 | 53.45      |            |
| 16      | A     | Vira Rebryk            | Ucrânia       | x     | 52.31 | 51.09 | 52.31      |            |
| 17      | A     | Felicia Ţilea-Moldovan | Roménia       | x     | x     | 46.51 | 46.51      |            |
| 18      | A     | Evelien Dekkers        | Países Baixos | x     | x     | 46.37 | 46.37      |            |
| 99 !    | A     | Oona Sormunen          | Finlândia     | x     | x     | x     | NM         |            |
| 99 !    | A     | Sávva Líka             | Grécia        | —     | —     | —     | DNS        |            |
| —       | A     | Mariya Abakumova       | Rússia        | x     | 56.15 | 62.52 | 62.52      | DSQ Doping |

### Final
| Posição           | Atleta              | Nacionalidade | #1    | #2    | #3    | #4    | #5    | #6    | Resultados | Notas           |
| ----------------- | ------------------- | ------------- | ----- | ----- | ----- | ----- | ----- | ----- | ---------- | --------------- |
| Medalha de ouro   | Linda Stahl         | Alemanha      | 60.36 | 57.31 | 63.17 | x     | 66.81 | 64.13 | 66.81      | Recorde pessoal |
| Medalha de prata  | Christina Obergföll | Alemanha      | 61.46 | 64.12 | 63.76 | 62.78 | 65.58 | x     | 65.58      |                 |
| Medalha de bronze | Barbora Špotáková   | Chéquia       | 65.36 | 62.89 | x     | x     | 65.09 | x     | 65.36      |                 |
| 4                 | Katharina Molitor   | Alemanha      | 61.44 | 59.69 | 58.45 | x     | x     | 63.81 | 63.81      |                 |
| 5                 | Mercedes Chilla     | Espanha       | 57.82 | 61.40 | x     | 61.37 | 58.38 | 60.99 | 61.40      |                 |
| 6                 | Martina Ratej       | Eslovênia     | 60.08 | x     | x     | 60.71 | x     | 60.99 | 60.99      |                 |
| 7                 | Madara Palameika    | Letônia       | 55.22 | 53.44 | 59.70 | 57.76 | 60.78 | x     | 60.78      |                 |
| 8                 | Jarmila Klimesová   | Chéquia       | 56.37 | 56.50 | x     |       |       |       | 56.50      |                 |
| 9                 | Ásdís Hjálmsdóttir  | Islândia      | x     | 54.32 | 52.32 |       |       |       | 54.32      |                 |
| 10                | Zahra Bani          | Itália        | 51.70 | x     | 53.67 |       |       |       | 53.67      |                 |
| 11                | Tatjana Jelača      | Sérvia        | x     | 45.99 | 52.13 |       |       |       | 52.13      |                 |
| —                 | Mariya Abakumova    | Rússia        | 60.87 | 61.46 | 58.79 | 61.18 | x     | x     | 61.46      | Doping          |

Legenda
| Recorde mundial       | Recorde mundial (World record)               |                       | Recorde africano                      | Recorde africano (African) |                                           | Q | Classificado por posição (Qualified) |
| Recorde do campeonato | Recorde do campeonato (Championship record)  | Recorde da América    | Recorde da América (Americas)         | q                          | Classificado por melhor tempo (Qualified) |   |                                      |
| Melhor marca do ano   | Melhor marca do ano (World leading)          | Recorde asiático      | Recorde asiático (Asian)              | DNS                        | Não largou (Did not start)                |   |                                      |
| Recorde nacional      | Recorde nacional (National record)           | Recorde europeu       | Recorde europeu (European)            | DNF                        | Não terminou (Did not finish)             |   |                                      |
| Recorde pessoal       | Recorde pessoal do atleta (Personal best)    | Recorde da Oceania    | Recorde da Oceania (Oceania)          | DSQ / DQ                   | Desclassificado (Disqualified)            |   |                                      |
| Recorde da temporada  | Recorde da temporada do atleta (Season best) | Recorde sul-americano | Recorde sul-americano (South America) | NM                         | Sem marca (No mark)                       |   |                                      |